# Goma
Goma è una città situata nella parte orientale della Repubblica Democratica del Congo, sulla riva settentrionale del Lago Kivu a poca distanza dalla città ruandese di Gisenyi. È il capoluogo della provincia del Kivu Nord ed ha una popolazione di 744 000 abitanti (2023).

## Geografia
Il lago e le due città si trovano nel ramo occidentale della Rift Valley. Goma dista circa 20 km dal cratere del vulcano Nyiragongo.

## Storia
La storia recente della città è stata dominata dalle eruzioni vulcaniche (2002 e 2005) e dalle vicende legate al genocidio del Ruanda del 1994, che a loro volta hanno alimentato la prima e la seconda guerra del Congo, terminata nel 2003. Le conseguenze di ambedue i conflitti si sono protratte per anni. Nel 2012 per breve tempo la città fu conquistata dai ribelli del Movimento del 23 marzo. Nel gennaio 2025 Goma è al centro di una nuova offensiva del Movimento del 23 marzo.